# Harichsterbos

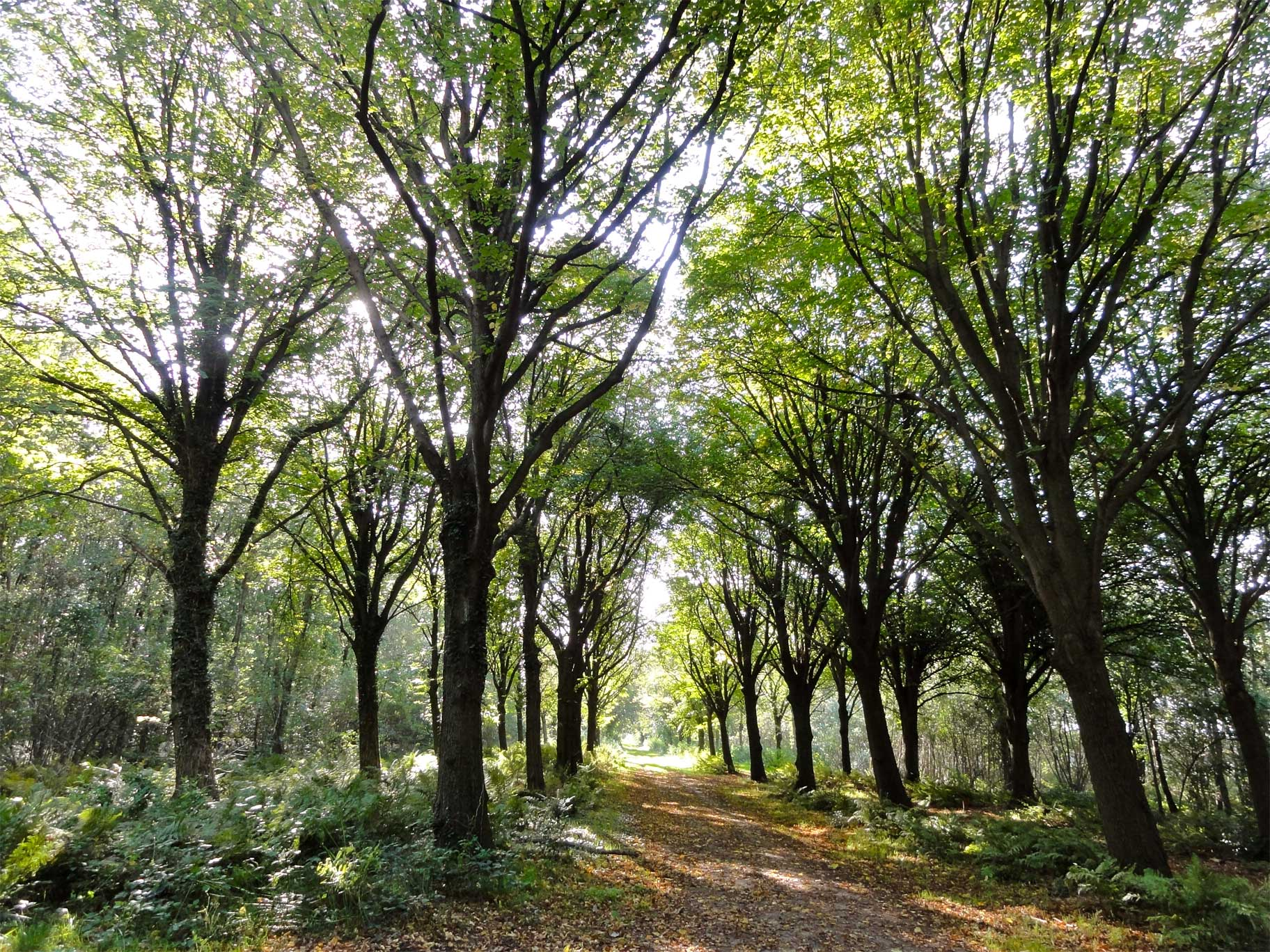
De lindelaan in het Harichsterbos

Het Harichsterbos is een natuurgebied in Gaasterland in de Nederlandse provincie Friesland.

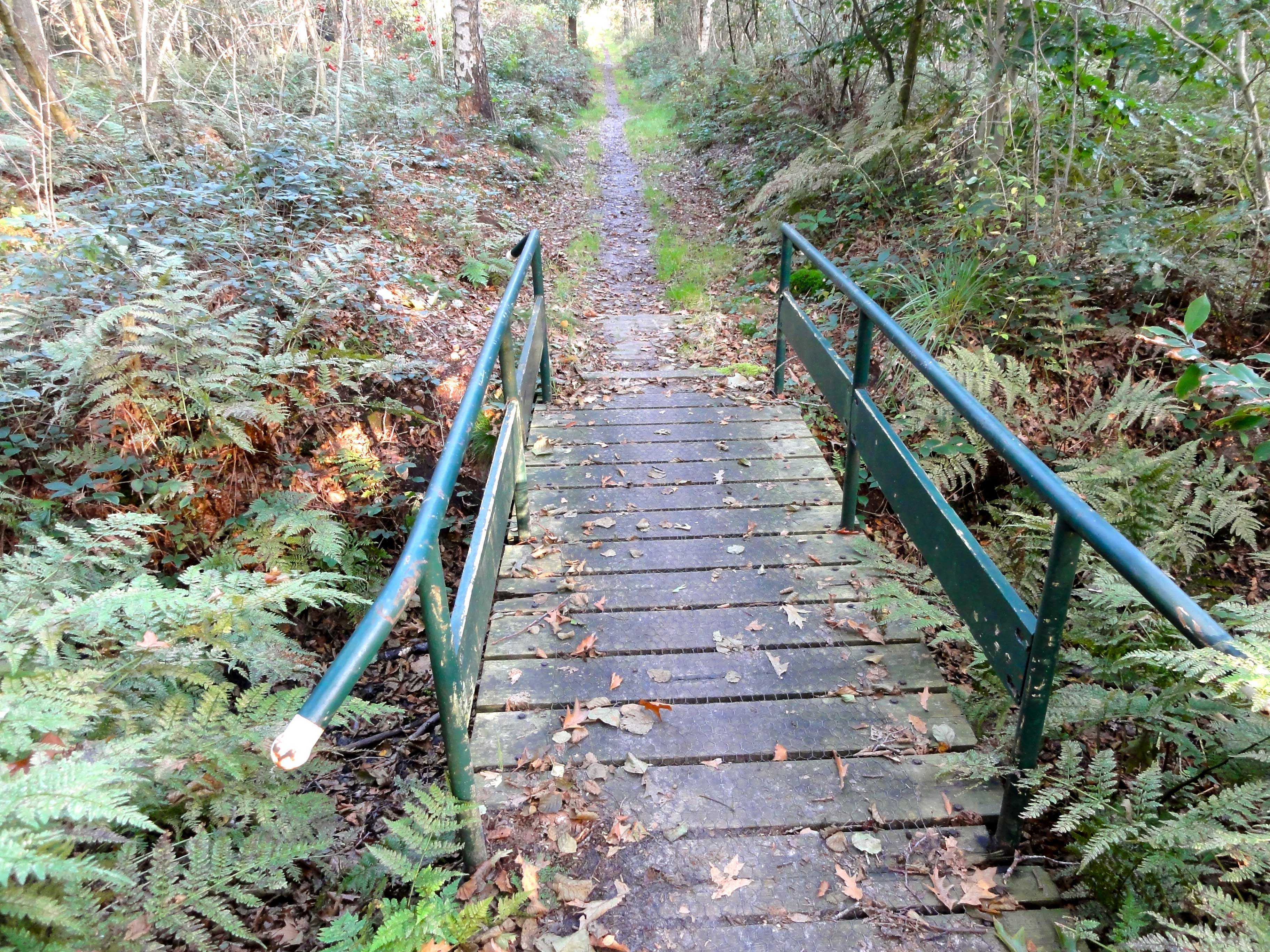
Het Tsjerkepaed door het Harichsterbos

Het Harichsterbos, een bos van 66 hectare, ligt ten zuiden van Harich en ten zuidwesten van Balk. Het bos heeft een zogenaamde rabattenstructuur. Vanwege de onderliggende keileemlaag in het bos, die geen water doorlaat, werden er greppels gegraven voor de afwatering. De vrijgekomen grond werd gebruikt voor de ophoging van het beboste gedeelte.
Deze dammen worden rabatten genoemd. Op deze dammen werden voor de houtexploitatie zomereiken geplant. In het bos komen onder meer reeën, dassen en steenmarters voor. Staatsbosbeheer heeft het gebied sinds 1962 onder beheer. In het zuidoosten vormt de N359 de begrenzing van het gebied. Aan de noordoostzijde van het bos loopt een oud kerkenpad ("Tsjerkepaed"). Langs de zuidwestzijde van het bos loopt een ruim 1000 meter lange lindelaan. Aan de overzijde van de weg liggen de Starnumanbossen.
Balksterbos · 
Bremer wildernis ·
Elfbergen ·
Harichsterbos ·
Jolderenbos ·
Lycklamabos ·
Nijemirdumerheide ·
Oudemirdumer Klif ·
Rietpollen ·
Roekebos ·
Rijsterbos ·
Séfonsterpolder ·
Sondelerleien ·
Starnumanbossen ·
Steile Bank ·
Wijckelerhop ·
Wijde Rijn ·
Wikelerbosk ·
Wyldemerk ·
Het Zwin